# آکیو نوجیما
آکیو نوجیما (انگلیسی: Akio Nojima; ۶ آوریل ۱۹۴۵ – ) صداپیشگی در ژاپن، و بازیگر اهل ژاپن بود.